# 일라이어스 코리

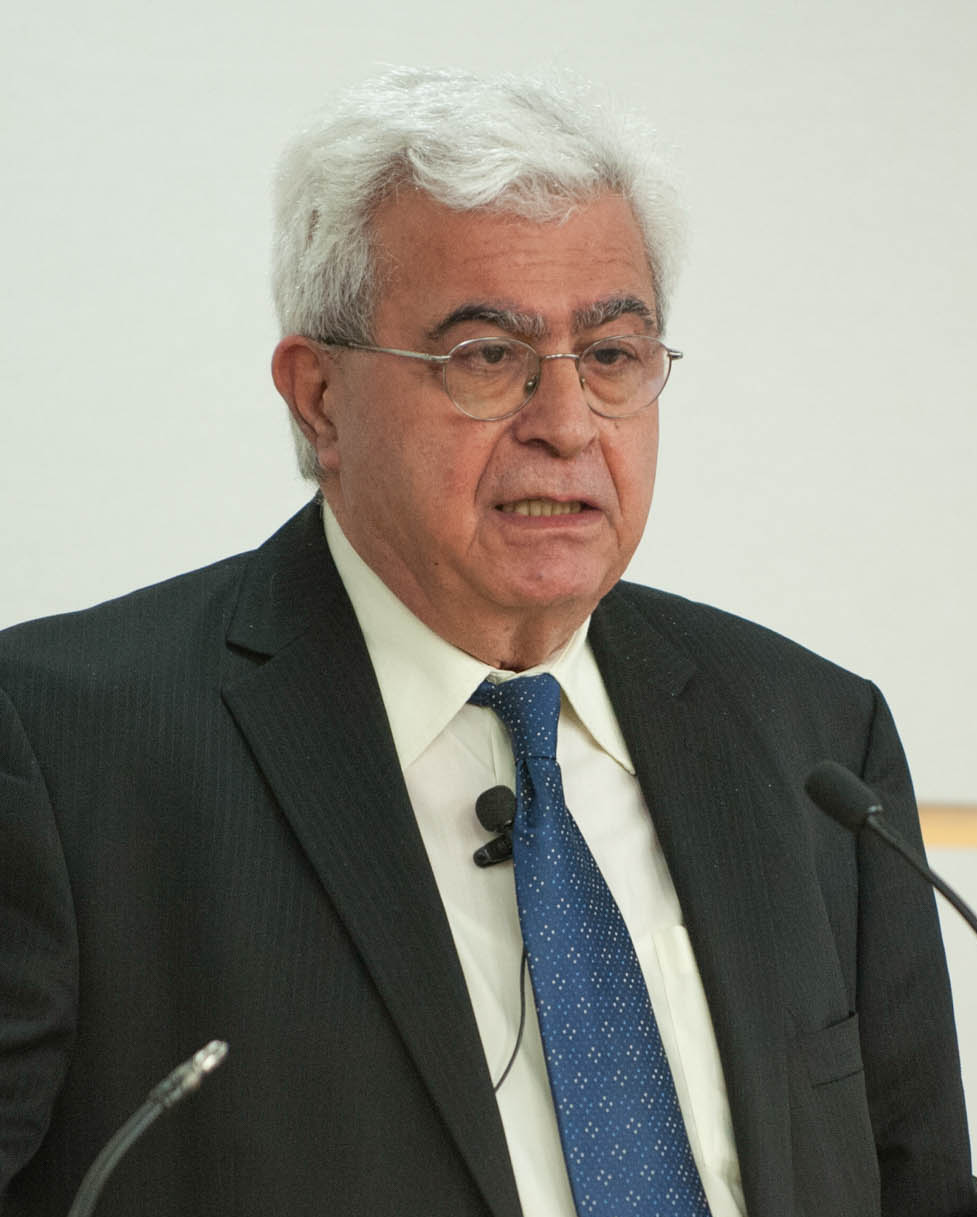
2016년 모습

일라이어스 코리(Elias Khoury, 1948년 7월 12일 ~ 2024년 9월 15일)는 레바논의 소설가이자 팔레스타인 운동의 옹호자였다. 그의 소설과 문학 비평은 여러 언어로 번역되었다. 2000년에 그는 저서 '태양의 문'으로 팔레스타인상을 수상했고, 2007년에는 소설 쓰기 부문 알 오와이스 상을 수상했다. 쿠리는 또한 3개의 희곡과 2개의 각본을 썼다.
1993년부터 2009년까지 쿠리는 레바논 일간지 알나하르의 주간 문화 보충 자료인 알물하크의 편집자로 일했다. 또한 중동과 유럽 국가, 미국의 대학에서 가르쳤다.
팔레스타인인들이 지속적인 나크바(Nakba)로 고통받고 있다는 생각은 그의 작품 대부분을 관통하는 핵심 주제이다.